# Franz Krammer (Maler)

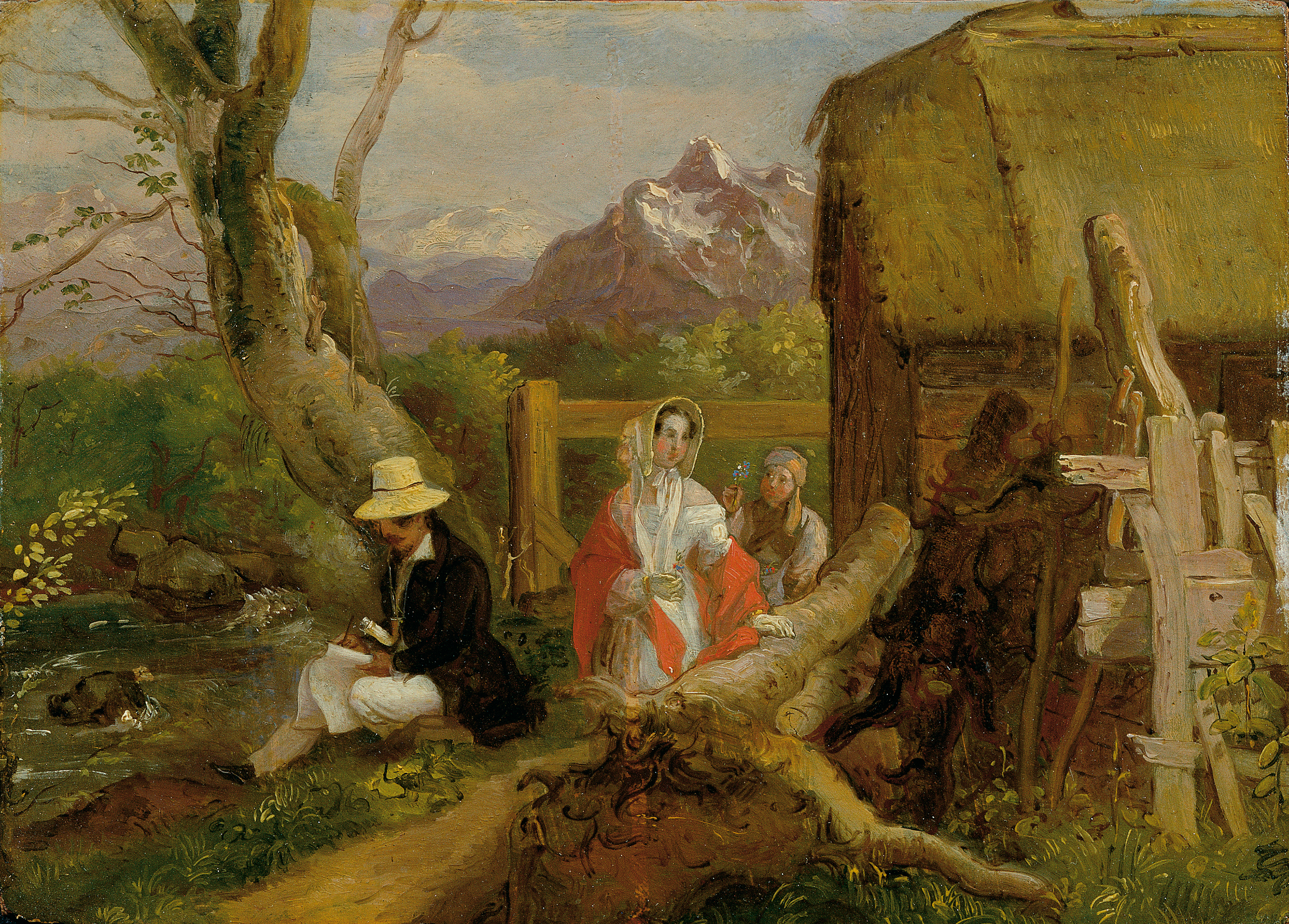
Der Maler und Spaziergänger in der Landschaft (ca. 1830/4)

Franz Krammer, auch Franz Kramer (* 3. Mai 1798 in Wien; † 25. Jänner 1835 ebenda) war ein österreichischer Maler und Lithograf.

## Leben
Krammer war der Sohn eines Handwerkers. Er studierte zwischen 1815 und 1823 an der Akademie der bildenden Künste Wien, ab 1820 nahm er dort an Ausstellungen teil.
Er wirkte hauptsächlich als Historien- und Miniaturbildnismaler und Lithograf. Häufig schuf er Porträts, Historienbilder, religiöse Motive und Landschaften.